# Ајтранг
Ајтранг (њем. Aitrang) општина је у њемачкој савезној држави Баварска. Једно је од 45 општинских средишта округа Осталгој. Према процјени из 2010. у општини је живјело 2.020 становника. Посједује регионалну шифру (AGS) 9777111.

## Географија
Ајтранг се налази у савезној држави Баварска у округу Осталгој. Општина се налази на надморској висини од 745 метара. Површина општине износи 30,7 km².

## Становништво
У самом мјесту је, према процјени из 2010. године, живјело 2.020 становника. Просјечна густина становништва износи 66 становника/km².